# Maurici Espona
Maurici Espona,(Manresa, Bages, primera meitat del segle xviii - la Seu d'Urgell?, l'Alt Urgell, segona meitat del s. XVIII) fou organista, mestre de capella i compositor. Organista de la Seu d'Urgell el 1752, va passar a exercir a la de Lleida i el 1767 va tornar a la Seu d'Urgell com a mestre de capella. Va compondre música vocal religiosa i sonates per a instruments de tecla d'estil galant. Malauradament, molts dels manuscrits no esmenten el nom de fonts de l'autor i podrien ser atribuïbles al seu contemporani Manuel Espona (1714-1779), mestre de capella de Montserrat, de qui no se sap el parentiu. Es conserven obres seves als fons musicals SEO (Fons de l'església parroquial de Sant Esteve d'Olot), TarC (Fons de la catedral de Tarragona) i CEDOC (Centre de documentació de l' Orfeó Català).